# Sparteca
Le Sparteca, acronyme pour South Pacific Regional Trade and Economic Cooperation Agreement, en français « Accord de coopération économique et commerciale régionale du Pacifique Sud », est un accord régional signé entre plusieurs États d'Océanie dans le but d'améliorer les coopérations économique et commerciale entre l'Australie, la Nouvelle-Zélande et les petits États insulaires du Pacifique Sud.

## Histoire
Le traité est créé le 1er janvier 1981 après avoir été signé le 14 juillet 1980 à Tarawa (Kiribati) par les États suivants :
| - Îles Cook - Fidji - Kiribati - Îles Marshall - États fédérés de Micronésie - Nauru - Niue - Nouvelle-Zélande | - Palaos - Papouasie-Nouvelle-Guinée - Îles Salomon - Samoa - Tonga - Tuvalu - Vanuatu |

Le 30 juin de la même année, l'Australie signe à son tour l'accord.

## Présentation
Le Sparteca permet l'abolition des droits de douane pour les produits en provenance des petits États insulaires membres du Forum du Pacifique Sud et à destination de l'Australie et de la Nouvelle-Zélande. Le but est de rééquilibrer la balance commerciale entre les pays exportateurs et les pays importateurs. Les secteurs les plus bénéficiaires sont ceux du textile, de la mode et de la chaussure.